# فينيش (منظف)

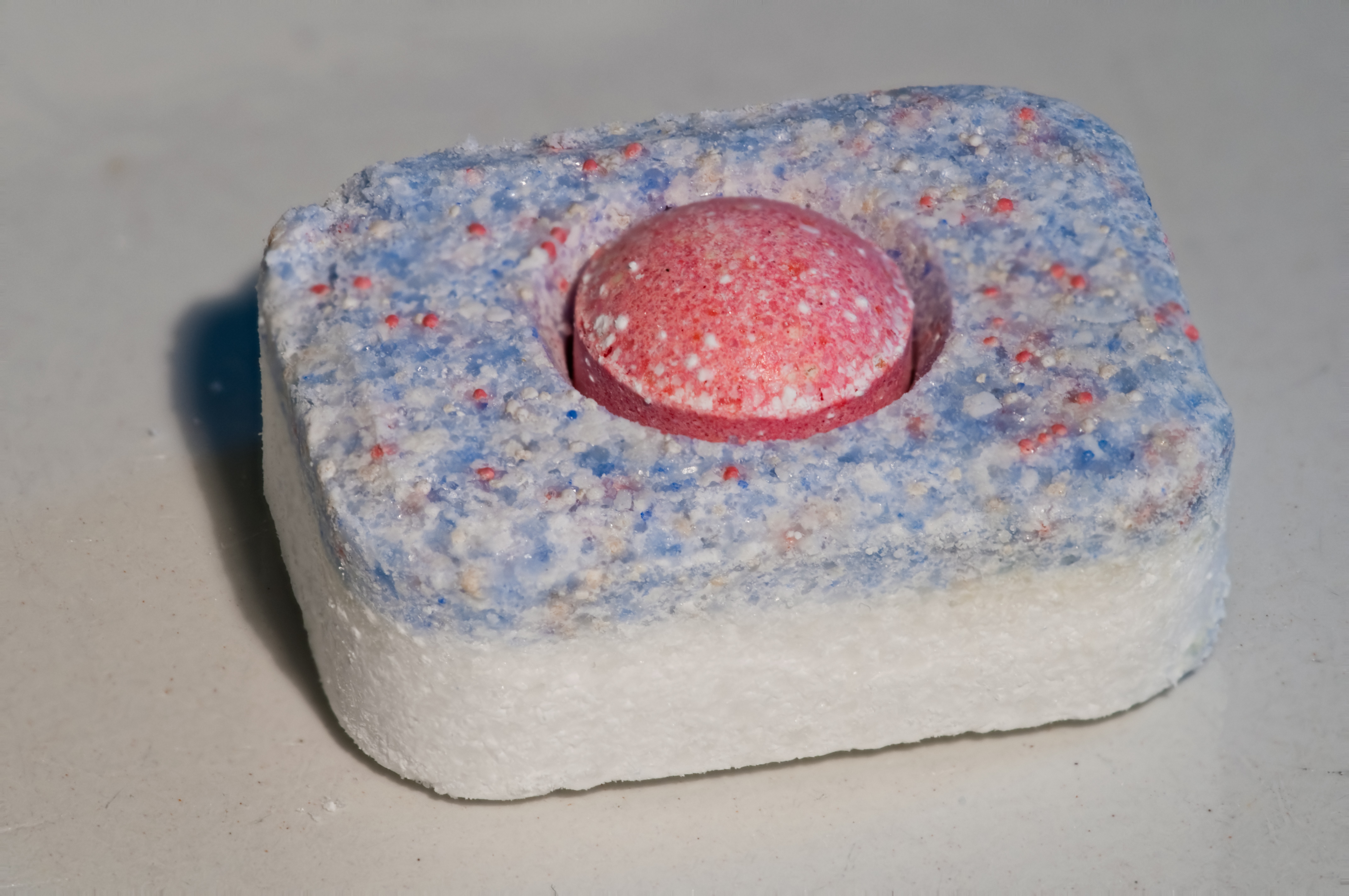
أقراص و قوالب منظف فينيش

فينيش هو الاسم التجاري لمجموعة من منظفات غسالة الأطباق ومنتجات التنظيف التي تبيعها الشركة البريطانية الهولندية
ريكيت بينكيزر . تحتوي الأقراص، التي تعتمد على المنتج الأصلي، على مواد فعالة سطحية تعمل على مقاومة صلابة المياه وتفتيت الأطعمة التي تحتوي على النشويات والبروتينات، وإزالة البقع القابلة للتبييض وإنتاج الإنزيمات والرغوة. تم تصميم المنتج خصيصًا لغسالات الأطباق. قبل عام 2009 ، كان المنتج معروفًا باسم إليكتراسول في أمريكا الشمالية، و كالجونيت في بعض الدول الأوروبية. 

## تاريخ الشركة
في أوائل الخمسينيات من القرن العشرين، أدى الاستخدام المتزايد لأواني الطعام المصنوعة من البلاستيك المصبوب إلى ظهور عدد من المشاكل. تم إنشاء العلامة التجارية فينيش في عام 1953 بواسطة شركة معامل إليكنوميكس الأمريكية ( إيكولاب حاليًا). استفادت الشركة من الأبحاث حول احتياجات صناعة الألبان والأغذية، وأطلقت منتجين جديدين لغسالة الأطباق المنزلية في عام 1953: منتج إلكتراسول الموجه للسوق الشامل، والمنتج المتميز فينيش. وفي وقت لاحق، في عام 1969، قدموا أول مسحوق بيولوجي. 

## أنظر أيضاً
- قائمة المنتجات التي تمت إعادة تسميتها